# بولين مايس
بولين مايس (22 فبراير 1980 في بلجيكا - ) هي لاعبة كرة قدم بلجيكية في مركز الوسط. شاركت مع منتخب بلجيكا لكرة القدم للسيدات. أما مع النوادي، فقد لعبت مع فيلم تو تيلبورغ ونادي رويال أندرلخت وS.C. Eendracht Aalst ‏ ودويسبورغ للسيدات وSint-Truidense V.V. (women) ‏ وDjurgårdens IF Fotboll (women) ‏.

## وصلات خارجية
- بولين مايس على موقع الاتحاد الدولي (مؤرشف)  (الإنجليزية)
- بولين مايس على موقع قاعدة بيانات كرة القدم.إي يو (الإنجليزية)
- بولين مايس على موقع Soccerway.com (الإنجليزية)
- بولين مايس على موقع عالم كرة القدم.نت (الإنجليزية)